# Krauchtalbach
Der Krauchtalbach ist ein rund 11 Kilometer langer linker Zufluss des Luterbachs im Schweizer Kanton Bern, welcher indirekt ins Emmental entwässert.

## Geographie

### Verlauf
Der Krauchtalbach entspringt auf 760 m ü. M. oberhalb des Hofes Harnischhuet im Geristeiwald wenig südlich der Burg Geristein. Die Quelle liegt in einem kleinen Seitental des engen Bantigetals, in welches er nur wenig später eintritt. Gleich danach öffnet sich das Tal und endet schliesslich bei Lutzere. Der bis hier eingedolte Bach wendet sich gegen Nordosten und durchbricht in einem tief eingeschnittenen und stark bewaldeten Tobel das Grauholz. Womöglich floss der Bach in früherer Zeit via Habstetten in die Worble, ehe eine Moräne dies verhinderte.
Das Tobel öffnet sich bei Hueb und wird wieder von Feldern gesäumt, welche von der bewaldeten Schattsite im Süden und vom teilweise bewaldeten Längeberg im Norden begrenzt werden. Das Tal ist hier relativ eng, öffnet sich jedoch beim Ort Krauchthal bei der Einmündung des Lindentals kurz. Hier münden von rechts der Tannebodebach und der Feisterbach. Nachdem er das Siedlungsgebiet im Westen tangiert hat, durchquert der Bach das Underbärgetal, welches meist zwischen 100 und 200 Meter breit ist. Dieses wird von hohen bewaldeten Hügeln flankiert, welche die Felder im Talboden überragen, und ist bis auf die ersten paar Meter bis zum Hof Ey unbesiedelt. Bei Gansern umfliesst er in einem kleinen Bogen einen Ausläufer des Samstu und wendet sich nach Südosten. Kurz darauf, beim Mattenhof, mündet er schliesslich auf 556 m ü. M. von links in den Luterbach.

### Einzugsgebiet
Das Einzugsgebiet des Krauchtalbachs misst 20,59 Quadratkilometer, wovon 55,8 % bestockte Fläche, 39,1 % landwirtschaftliche Fläche, 4,7 % bebaute Fläche, 0,2 % Gewässer sowie 0,1 % unproduktive Fläche sind. Die höchste Erhebung liegt etwas unterhalb des Bantigers auf 945 m ü. M., die durchschnittliche Höhe beträgt 680 m ü. M.